# Cantó de Valàuria i Antíbol Oest
El cantó de Valàuria-Antíbol Oest és un cantó francès del departament dels Alps Marítims, situat al districte de Grassa. Compta amb un municipi i part del d'Antíbol.

## Municipis
- Antíbol
- Valàuria

## Història
| Data d'elecció                           | Identitat             | Partit        | Qualitat |
| ---------------------------------------- | --------------------- | ------------- | -------- |
| 1973-1979                                | Paul Derigon          | PCF           |          |
| 1979-1992                                | Pierre Donnet         | Divers droite |          |
| 1992-1998                                | Alain Gumiel          | UDF           |          |
| 1998-2004                                | Jean-Paul Bongiovanni | --            |          |
| 2004-                                    | Alain Gumiel          | UMP           |          |
| les dades anteriors no són pas conegudes |                       |               |          |
|                                          |                       |               |          |

| 1962 | 1968 | 1975 | 1982 | 1990 | 1999   | 2006   |
| ---- | ---- | ---- | ---- | ---- | ------ | ------ |
| -    | -    | -    | -    | -    | 28.502 | 28.963 |